# Фицкаральд, Карлос Фермин
Ка́рлос Ферми́н Фицка́ральд Ло́пес (исп. Carlos Fermín Fitzcarrald López), крещён именем Исайас Фермин (исп. Isaías Fermín; 6 июля 1862, Сан-Луис-де-Уари, Перу — 9 июля 1897, пороги реки Урубамба) — перуанский «каучуковый барон», землепроходец, в честь которого названа провинция Карлос-Фермин-Фицкаральд (регион Анкаш) республики Перу. Исторический прототип главного героя фильма «Фицкарральдо» Вернера Херцога, с которым, однако, имеет мало общего.
Сын выходца из США и перуанки. Из-за ранней кончины родителя, наделав долгов, Исайас Фицкаральд неудачно пытался поступить на военную службу, после чего переменил имя на Карлос. Далее он занялся разведкой гевеевых лесов на территории департамента Мадре-де-Дьос, сделав своей целью обнаружение прямого пути вывоза добываемого каучука от притоков Урубамбы, чтобы конкурировать с боливийскими и бразильскими производителями. В 1893 году открыл перешеек Фицкаральда, разделяющий реки Серхали, Мишагуа и Каспаяли. В 1894 году возглавил военные действия против враждебных ему племён машос и уарайя, точное число индейцев, погибших в результате карательных походов, невозможно установить. Военное министерство Республики Перу в 1896 году выдало Фицкаральду исключительные права на навигацию по рекам Укаяли, Урубамба, Ману и Мадре-де-Дьос. Предприниматель погиб в 35-летнем возрасте во время кораблекрушения, когда вёз на перешеек собственного имени материалы для строительства железной дороги.
Карлос Фицкаральд был одним из самых жестоких колонизаторов в истории человечества, ничем не уступая Сесилу Родсу или Жозефу Дюплексу. Вместе с тем в Перу он считается выдающимся географом и организатором, который построил сеть фортов, прикрывающую сборщиков каучука от индейских племён, разведал место будущего города Пуэрто-Мальдонадо и подробно исследовал область, в которой ныне расположен заповедник Рио-Ману.

## Биография

### Становление (1862—1879)
Дед будущего земплепроходца — Уильям Фитцджеральд-старший — происходил из семейства, которое переселилось из Шотландии в Ирландию, а далее эмигрировало в США. Уильям сделал успешную карьеру в парусном торговом флоте, дослужился до капитана. Он погиб в кораблекрушении, оставив вдову и девятерых детей. Первенец — Уильям-младший, занялся морской торговлей и осел в Перу, совершив несколько путешествий по стране в поисках коммерческих перспектив. Наконец, он осел в Сан-Луис-де-Уари где заключил деловое партнёрство с доном Фермином Лопесом, предки которого занимались золотодобычей, а потом сделались помещиками. Уильям Фитцджеральд-младший женился на дочери дона Лопеса — Эсмеральде, и принял перуанское гражданство, став известным как купец «дон Гильермо Фицкаральд». В браке родилось семь детей, названных Исайасом Фермином, Розалией, Лоренсо, Гримальдой, Дельфином, Фернандо и Эдельмирой. Перворождённый сын Исайас Фермин появился на свет 6 июля 1862 года, и был крещён священником доном Мариано Родригесом, восприемниками стали дед Фермин Лопес и тётка Патросинья Лопес де Паско. В семилетнем возрасте отец отдал его в Национальную коллегию в Сан-Луисе, где тот два года получал начальное образование. Далее Исайаса отправили в школу «Лисео Перуано» в Лиме, возглавляемую доктором Сантьяго Пересом Фигуэролой, которую старший сын Фицкаральда окончил с отличием. Отец рассчитывал, что интеллектуальный, но при этом лёгкий на подъём и увлекающийся спортом Исайас начнёт успешную морскую карьеру. Гильермо планировал отправить его в американскую военно-морскую академию, так как военный флот Перуанской республики нуждался в морских инженерах. Однако из-за банкротства отца в 1878 году сыну пришлось вернуться в Сан-Луис.
По совету Гильермо, сын отправился с торговым караваном в Мараньон, что гарантировало быструю прибыль. Однако во время остановки в Льямельине Исайас увлёкся азартными играми, проиграв даже собственную лошадь, а когда обвинил одного из партнёров по игре в шулерстве, получил удар ножом в живот. По утверждению биографа Эрнесто Рейны, жизнь Фицкаральду спас хирург Карлос Гихес, который рискнул провести операцию, хотя находился в городе лишь проездом. История получила огласку в перуанской прессе, отец перечислил доктору Гихесу 500 солей за лечение. Только через три месяца младшего Фицкаральда оказалось возможно перевезти в Сан-Луис, где понадобилось ещё три месяца для окончательного выздоровления. Инцидент сильно сказался на отношениях отца и сына, и привёл к скоропостижной кончине дона Гильермо.
После начала войны с Чили Исайас Фермин Фицкаральд прибыл в Серро-де-Паско, где попытался записаться в добровольческий полк, несмотря на то, что ещё не достиг призывного возраста. Поскольку у него не было паспорта, молодого человека приняли за чилийского шпиона и поместили под арест; Сан-Луис ещё не был подключён к телеграфной сети, подтверждения личности обычной почтой пришлось ожидать три месяца (запрос и ответ шли через Лиму и Касму вдоль океанского берега, по реке и через горы). Отягчающим обстоятельством послужили прошлогодние газетные сообщения о кончине Фицкаральда, не опознали его и рабочие из департамента Уари. В конце концов было решено созывать военный трибунал, не дожидаясь подтверждения личности. 4 ноября 1879 года Исайаса приговорили к расстрелу. Дальнейшее он сам описывал как чудо: 4 ноября было днём святого Карло Борромео, а священник дон Хуан Хосе Мас, который должен был исповедать его перед смертью, оказался миссионером, прожившим в доме Фицкаральдов около года. Ладанка с изображением святого, которую на прощание вручила Исайасу мать, была куплена именно у этого священника. Миссионер подал заявление военным властям, под присягой подтвердив личность Фицкаральда, после чего тот был условно помилован и даже получил от комендатуры временные документы. В честь спасения Исайас переменил имя на Карлос, в память как о святом, так и докторе Гихесе; по другой версии, миссионера-спасителя тоже звали доном Карлосом.

### «Потерянное десятилетие» (1879—1890)
Эрнесто Рейна утверждал, что десять последующих лет жизни Карлоса Фицкаральда почти не отражены в источниках. По-видимому, ему дали приют миссионеры в Лорето, где он познакомился с условиями жизни в Амазонии и промыслом по сбору каучука. Также ходили слухи, что Карлос стал своим у индейцев, кочевавших близ истоков Укаяли, вожди которых по традиции стали носить это имя. Миссионер отец Сала утверждал, что Фицкаральд почитался индейцами как верховный вождь, «Сын Солнца», и, пользуясь сакральным авторитетом, получал бесплатную рабочую силу для добычи каучука и его транспортировки. Около 1890 года 28-летний Фицкаральд объявился в Икитосе с большим грузом сырого каучука и караванами индейцев-лодочников и носильщиков, имея репутацию самого богатого сборщика резины в регионе. Описание его наружности и поведения представил бразильский купец Мануэл Кардозу Дарроза, ведший в регионе дела. Согласно его описанию, Карлос Фицкаральд был корпулентным, имея рост примерно 1 метр 75 сантиметров, с волнистыми волосами тёмно-каштанового оттенка и такой же бородой. Манеры его были «импозантными» (как у «кастильского конкистадора»), а характер — уравновешенным. Вскоре Карлос Фермин сделал предложение падчерице своего делового партнёра — дочери полковника Авроре Веласко; её мать, овдовев, вторично вышла замуж за Кардозу. В браке Фицкаральда было четверо детей, которых он ещё малолетними отправил в пансион в Париже, что объяснялось общей модой в среде «каучуковых баронов». Вдобавок океанские суда доходили до Манауса, и Икитос имел прямое сообщение с Европой, а не с Лимой. Кардозу сделался основным контрагентом Фицкаральда, который предложил монополизировать каучуковую отрасль региона Укаяли. Карлос Фермин имел крепкие связи с племенами кампасов, умагуаков, и даже кассивов, которые тогда считались каннибалами. Об этом сам Фицкаральд говорил, что слухи были пущены «или чрезмерно осторожным, или очень умным человеком», который не желал конкуренции; сам он утверждал, что индейцы были благороднее, чем многие белые, с которыми он был знаком: «надо лишь относиться к ним в соответствии с их обычаями». Особенно щепетильными индейцы были в вопросах этикета, и даже случайный промах мог привести к фатальным последствиям.
Иные сведения сообщал писатель Эуклидис да Кунья в своём очерке о сборщиках каучука, опубликованном в 1907 году в Бразилии. Да Кунья последовательно подчёркивал противоречия личности Фицкаральда: одновременно присущие ему утончённость, цинизм, двуличие и жестокость. Он был свидетелем (или, по крайней мере, опрашивал на месте свидетелей) контакта Карлоса Фермина с племенем машку, во время которого перуанский «каучуковый барон» пытался одновременно внушить вождю преимущества договора на поставки каучука и рабочей силы и одновременно стращал его катастрофическим геноцидом, если условия будут отвергнуты. Вместо ответа вождь спросил, где же стрелы, которые должны быть у Фицкаральда? Карлос с улыбкой подал патрон от «Винчестера», который привёл вождя в недоумение, он даже потыкал головкой пули себе в грудь, тщетно пытаясь пораниться. Не добившись желаемого, индеец вонзил себе стрелу в руку, пролил кровь, и с улыбкой продемонстрировал пренебрежение к боли. После этого вождь вернулся в деревню. По утверждению Э. да Кунья, через полчаса в стойбище не осталось живых людей: все были истреблены подручными Фицкаральда. Эту же историю излагал миссионер-доминиканец отец Хосе Альварес.

### Колонизатор (1891—1897)

#### Действия «каучукового барона» в 1892—1893 годах
В 1892 году Фицкаральд отбыл из Икитоса по Укаяли до слияния её с Мишагуа для основания собственной резиденции и центра управления каучуковым промыслом. Он возглавил большой караван пирог, перевозя рабочих и стройматериалы. На выбранном заранее месте целиком из кедровой древесины был воздвигнут трёхэтажный дом, включающий двадцать пять просторных комнат; второй и третий этажи были окружены зарешечёнными балюстрадами. Столовая выходила в специально разбитый сад, который славился коллекцией орхидей, а также цветниками, материалы для которых выписывались из-за границы. Поместье было окружено фруктовым садом, огородами, фикусовой плантацией и другими угодьями, отгораживающими жилую зону от джунглей. Земледельческими и садовыми работами занимались специально нанятые китайцы. В хозяйстве имелись лесопилка и механическая мастерская, коровник и конюшня для мулов, которые более или менее приспособились к амазонскому климату. Поодаль расположилась деревня союзных индейцев и посёлок для сорока белых сотрудников Фицкаральда — охранников, разведчиков и технических специалистов. В отчёте префекта региона Амасонас Фицкаральд был зарегистрирован как чилийский гражданин, деловой партнёр фирмы Кардозу; там же численность «дикарей» под его началом оценивалась в две тысячи человек. Примерно тогда же Карлос Фермин возобновил общение со своим семейством: его сестра Розалия вышла замуж за немца Рихарда Кордта. Когда тот вложился в торговый караван в амазонский регион, то потерпел кораблекрушение на реке Майро. Тогда же Кордт узнал о существовании «укаяльского феодала» (как совершенно серьёзно Фицкаральда называли миссионеры), фамилия которого совпадала с девичьей у его жены. При первой встрече Карлос назвался аргентинцем, но на следующий день приватно пообщался с ним, и даже показал шрам от операции после удара ножом, который лучше любых документов удостоверял личность. Он окружил Кордта заботой (тот заразился лихорадкой), компенсировал потери и щедро одарил, но поставил условие не раскрывать своего происхождения. В итоге Рихард проработал у шурина два года, а после возвращения спровоцировал в регионе Анкаша «каучуковую лихорадку», когда три фирмы из Сан-Луиса открыли свои филиалы в долине Монсон, торгуя как каучуком, так и кокой. Также была заложена основа местного почитания Фицкаральда как великого героя-первопроходца.
В 1893 году Фицкаральд начал целую серию рискованных операций на территории департамента Мадре-де-Дьос. Его главной задачей было отыскание прямого пути поставок каучука через реки Мадре-де-Дьос, Мадейра и Риу-Негру до Манауса, куда могли заходить суда прямо из Атлантического океана. Каким образом можно добраться до Мадре-де-Дьос от притоков Урубамбы, было совершенно неясно. В августе 1893 года (то есть в начале сезона дождей) Фицкаральд выступил на нескольких сотнях индейских каноэ в долину Урубамбы; командиром флотилии был вождь по имени Венансио, почти вся команда состояла из представителей союзных племён. Главным проводником являлся разведчик каучуковых лесов Симон Идальго. Достигнув Урубамбы, авантюристы двинулись далее, обнаружив в долине реки Камисеа невысокий водораздел. Далее пришлось двигаться по тропам и пересечь невысокую горную систему, протяжённость которой была оценена в 55 географических минут. Далее построили плот и стали сплавляться по реке, которую сам глава похода считал Пурусом, но в действительности это была Мадре-де-Дьос. Путники решили возвращаться другим путём по индейским тропам. Трудным оказался контакт с племенем уарайя на острове Ла-Эмбоскада. Вождь в знак союза подарил Карлосу ожерелье из зубов ягуара и двух индианок-наложниц, на что «каучуковый барон» отдарился рыболовными крючками, погремушками и колокольчиками, бусами и ручными зеркальцами. Поход продолжился по Рио-дель-Парто, путь подсказал проводник — сборщик каучука Урия. Данный путь оказался тупиковым, а на обратном пути уарайя объявили пришельцам войну: организовали засаду и вознамерились вернуть дары «на наконечниках стрел». Идя вверх по Каспаяли, первопроходцы миновали горный хребет и достигли бассейна Серхали. Эта местность ныне известна как перешеек Фицкаральда, его длина около 7 миль (11 км). Он разделяет реки Серхали, Мишагуа и Каспаяли. Оставив людей разведывать местность, Фицкаральд устремился по воде в Икитос, дабы известить перуанские власти и своего делового партнёра об открытиях. Однако Кардозу крайне скептически отнёсся к идее прокладки прямого железнодорожного пути от Укаяли до Пуруса и отказался вкладываться в это предприятие. Напротив, Аврора Фицкаральд даже была готова отдать мужу свои драгоценности. Губернатор Икитоса тоже поддержал проект Карлоса, и обратился к правительству в Лиме, но сообщения через Анды шли крайне медленно.

#### Экспедиция 1894 года

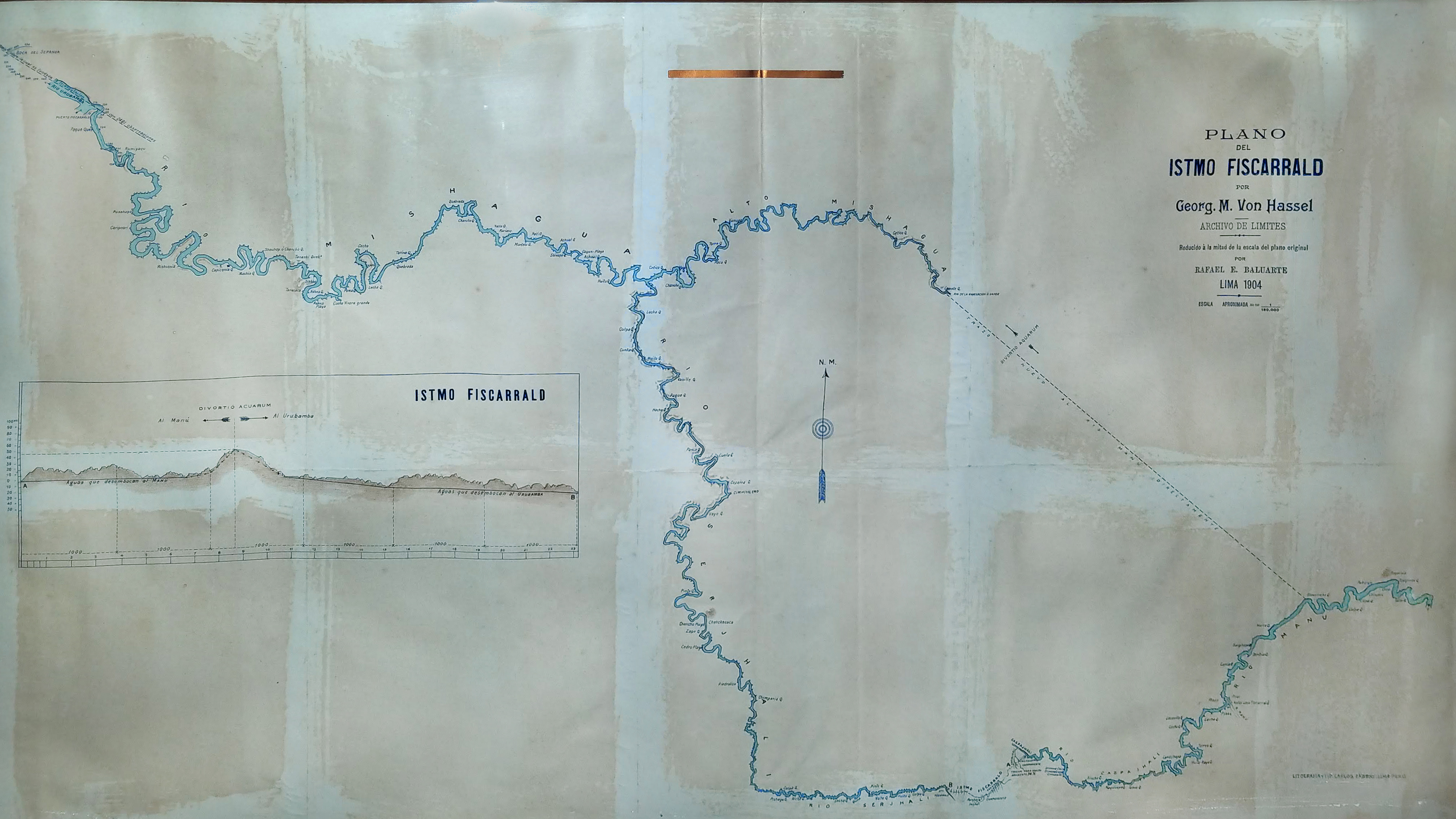
Карта 1904 года с изображением перешейка Фицкаральда

В 1894 году Фицкаральд купил на средства жены паровой катер «Контамана», запланировав сложную в техническом плане операцию. Он предполагал, достигнув перевала своего имени, разоружить судно и провезти его по суше, используя деревянные рельсы и катки, после чего продолжать путь по воде на бразильской или боливийской территории. Тесть Кардозу возражал против этого проекта, считая Карлоса самоубийцей: если даже у него получилась бы авантюра с пересечением перешейка, гораздо большая опасность существовала со стороны «нецивилизованных» индейцев или бразильских вольных сборщиков каучука (так называемых порт. shiringueros). Карлос был настолько уверен в себе, что попросил супругу уехать в Манаус и ждать его там. В апреле Фицкаральд выступил в поход; его пароход сопровождала флотилия пирог, которые шли на буксире. Индейским союзникам были обещаны винтовки, дробовики, порох и пули. Миссии был придан официальный характер: префект Лорето выписал первопроходцу охранную грамоту и патент на исследования в бассейнах Пуруса и Мадре-де-Дьос; Фицкаральд именовался перуанским гражданином. Перед отплытием Карлос произнёс выспренную речь, в которой рассуждал о великой миссии Перу в освоении новых земель «для блага всего человечества», дабы «обездоленные люди Европы, Азии и Америки могли обрести мир и новый дом». На разведанной территории люди Фицкаральда через каждые 20—30 миль организовывали базы приёмки резинового сырья с лавкой и банановой плантацией. Первой серьёзной угрозой оказались пороги на реке Такуатиману, которые, однако, удалось обойти.

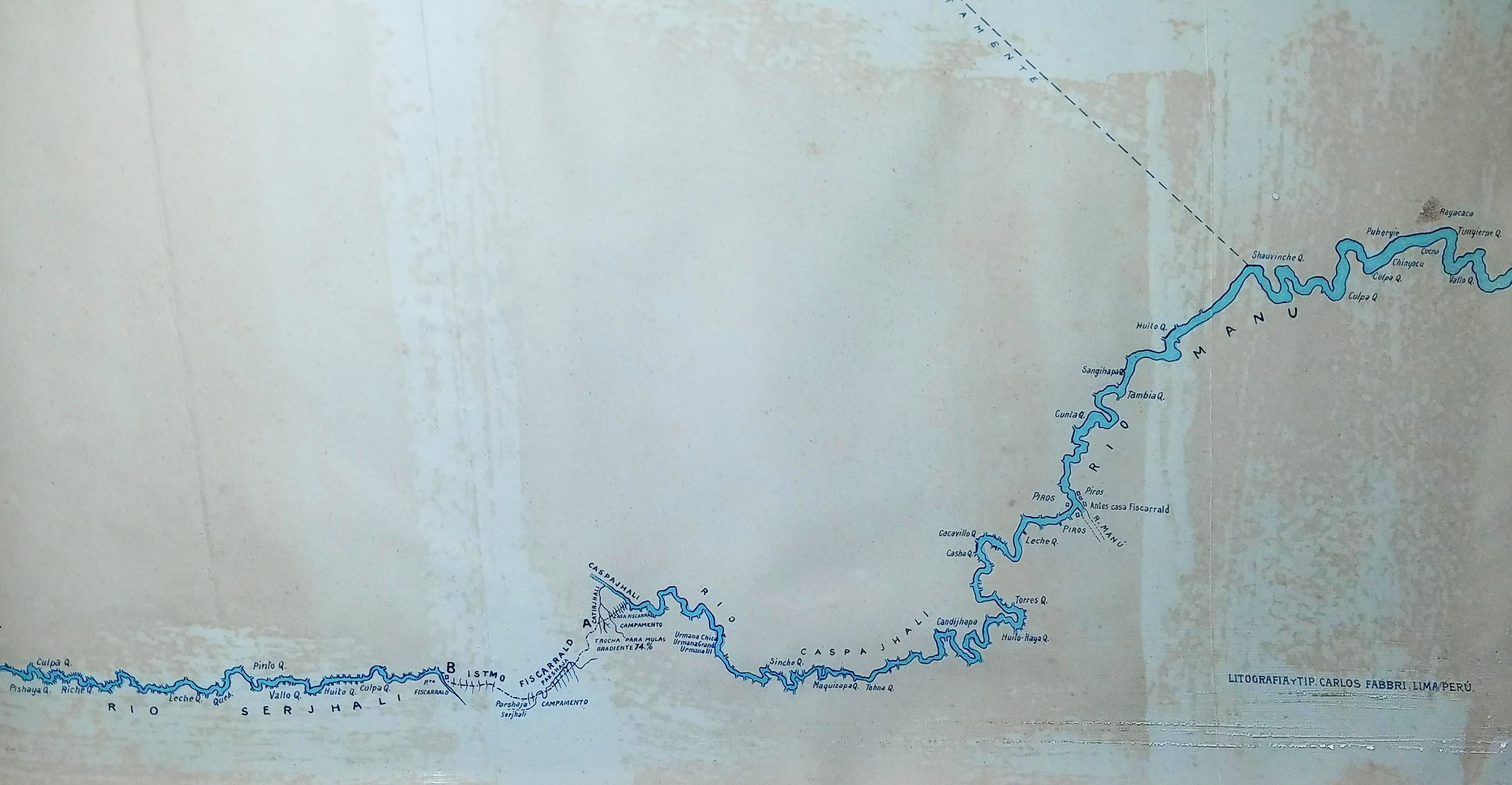
Карта перевала Фицкаральда. Литография Рафаэля Балупарте, Лима, 1904 год

«Контамана» прошла за шесть суток 229 километров по извилистому течению Мишагуа до устья Серхали. Поскольку уровень воды поднялся, не было необходимости останавливаться на ночь и посылать людей расчищать фарватер от топляков и иных препятствий. Путь показывал проводник Нативидад Мальдонадо, за что получил 1000 солей. Пароход четырежды набирал дрова, а индейские гребцы и бурлаки работали в своём ритме, сделав семь остановок для отдыха. Несмотря на то, что наступил июль, навигация была очень затруднена из-за скоплений древесины и других препятствий. Очень опасным оказалось 20-мильное ущелье Кахон-де-Маргарита. Гевеевых зарослей не было, однако рыбалка и охота удовлетворяла все потребности индейских союзников. Далее индейцы разгрузили пароход и перетянули его через перевал, достигнув высоты 469 метров. В этой работе участвовали тысяча человек из племён пиро и кампас. Попутно собирали каучук, которого было очень много, но скверного качества. Общая продолжительность операции по разгрузке и погрузке парохода и перевозке имущества через перевал составила два месяца, а стоимость её Фицкаральд оценил в 50 000 солей, считая закладку плантаций маиса, бананов и маниока для снабжения экспедиции на обратном пути.
Далее разразилась война с племенами машос, которые не хотели пропускать на свои земли пришельцев с Укаяли. Согласно собственному отчёту Фицкаральда, он попытался решить дело миром, раздав парламентёрам цветные платки и ожерелья, а также пообещал ножи и дробовики за содействие и разрешение на проход. Однако полученные дары были прикручены к стрелам и возвращены через выстрелы из луков. Карлос Фермин немедленно начал карательный поход под командованием своих заместителей Мальдонадо, Гальдоса и Санчеса. Каратели сжигали индейские деревни, особенно свирепствовал Нативидад Мальдонадо, который очистил от населения всю Сауинто-Кебраду, не брезгуя убийствами и захватом женщин с малолетними детьми. Санчес за шесть дней дошёл до истоков Сотлии, уничтожая все плантации, деревни и каноэ машосов на своём пути. Все отряды захватили множество рабов и рабынь, сколько именно индейцев погибло, осталось неустановленным. После разгрома основных сил индейцев Фицкаральд устроил показательное судилище, на котором приговорил к расстрелу тридцать индейских вождей и командиров, и сжёг ещё 46 каноэ.
Далее «Контамана» пошла полноводной рекой, которую Фицкаральд считал Пурусом. Он не был профессиональным штурманом, и не было проводника, который мог бы точно сказать, где оказались новоявленные конкистадоры. Никаких признаков европейцев не было, если не считать старых ножей и крестов, взятых у покорённых машосов, которые, вероятно, разорили христианскую миссию. Все вновь найденные земли были сочтены перспективными, а в устье Пинквиени основали форт, потому что там было месторождение соли и горячие источники. Гевеевые заросли покрывали все побережья, что означало простой и удобный вывоз сырья. На острове, названном именем Фицкаральда, захватчиков атаковали индейцы-уарайо, что спровоцировало очередную карательную акцию. Встреченные далее индейцы были более миролюбивыми и угостили захватчиков маниоком и чичей. Установить название реки, по которой шёл сплав, так и не удалось. Достигнув устья Тамбопаты, пароход был посажен на мель, разгружен и заново проконопачен и окрашен. К тому времени заканчивались запасы провианта, после чего Карлос Фермин сократил рацион вдвое; в основном паёк включал бананы и хлеб из юкки (пшеничный был лакомством начальства); индейские союзники рыбачили и охотились. При обследовании окрестностей было сделано примечательное открытие: на некоторых деревьях сохранились метки, оставленные в 1861 году экспедицией землепроходца Фаустино Мальдонадо, что позволило определить, что Фицкаральд оказался на Мадре-де-Дьос близ боливийской границы. Общая протяжённость маршрута по неизвестным землям составила 548 километров.

#### Деловое партнёрство с боливийцами

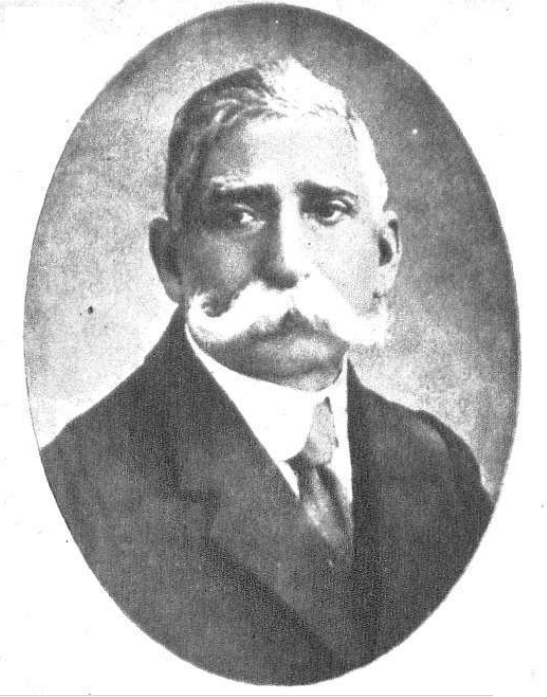
Боливийский «каучуковый барон» дон Николас Суарес

В память о предшественнике Фицкаральд назвал подходящее для города место Пуэрто-Мальдонадо и выжег эти слова на большом дереве. «Контамана» была спущена на воду, возобновив 700-километровое путешествие вниз по реке, 4 сентября добравшись до резиденции крупнейшего каучукового магната Боливии дона Николаса Суареса. Хозяина приветствовали 21-м ружейным залпом. По описанию боливийца Эмилио Дельбоя, Карлос Фермин Фицкаральд сбрил ради встречи бороду, обрядился в сшитый на заказ в Лондоне костюм (одна шляпа оценивалась в Панаме в 500 песо), выставил напоказ золотую часовую цепочку, и выгодно отличался от небрежно одетого Суареса. Ещё больше хозяина поразило, что Карлос предложил ему свои товары из Икитоса за половину той цены, которую обычно платили в Боливии. Он сразу пришёл к выводу, что лучше заключить договор с Фицкаральдом, чтобы не терпеть убытков от резинового промысла, монополистом которого являлся для Боливии. Он даже решил вложить полмиллиона боливийских песо в строительство железной дороги на перешейке Фицкаральда, так как этот путь обходил крайне неудобные водопады на Мадейре, достигающие высоты 144 метров. Суарес познакомил Фицкаральда с ещё одним могущественным «каучуковым бароном» и сенатором — доном Антонио Вака Диесом, который расположился на реке Ортон. Он был владельцем «Ортонской боливийской резиновой компании торговли в Лондоне и Икитосе» (Orton Bolivian Rubber Company for London and Iquitos Trade), чей уставный капитал достигал 45 000 фунтов стерлингов, а акции торговались на Лондонской бирже. Вака Диес сразу же оценил перспективу основания первого в мире резинового треста, объединяющего производителей Перу, Боливии и Бразилии. Антонио и Карлос разработали бизнес-план, предусматривающий заказ в Англии плоскодонных пароходов для бассейна Укаяли. Этот план был реализован, и к 1896 году на Мадре-де-Дьос эксплуатировались «Ла Эсперанса», «Ла Сиринга» и «Контоман», а на Укаяли — 180-тонный «Бермудес», 60-тонный «Унион» (выдававший 8-узловую скорость), 44-тонная «Лаура», а также три паровых катера с грузоподъёмностью 15, 10 и 5 тонн. Совокупный капитал участников треста оценивался в шесть миллионов солей, и партнёры рассчитывали удвоить его после окончательного покорения индейцев Маренес-дель-Ману и Мадре-де-Дьос. Будучи опытным колонизатором и промышленником каучука, Фицкаральд немедленно отдал инструкции основывать форты и приёмные пункты, в которых устраивались посадки маиса, маниока, бананов и риса для снабжения пеонов, а также осуществлялось прикрытие районов сбора сырья от «дикарей». В кратчайшие сроки добыча вышла на уровень 3000 арроб сырого каучука с 50 километров зарослей; сырьё напрямую поставлялось в Ливерпуль. Пробная партия принесла прибыль в 75 тысяч солей.
Несмотря на уговоры Вака Диеса, Фицкаральд хотел пройти на «Контамане» до Манауса и вернуться в Икитос до окончания сезона дождей. Боливийский партнёр предложил выкупить пароход, сделав его частью своей доли треста; вскоре к нему присоединился Суарес, и они выкупили «Контаману» за большие деньги. По утверждению Эрнесто Рейны, для боливийцев было принципиальным, что экспедиция закончится под «флагом Альтиплано». Впрочем, в день подъёма флага пароход набрал воды в трюм и утонул; вероятно, повреждения корпуса на переволоке или при движении неизвестными водами оказались серьёзнее, чем предполагал владелец. Оставив вопросы подъёма и ремонта партнёрам, Карлос Фермин отправился вверх по течению Мадейры на оставшихся у него каноэ и без каких-либо приключений совершил обратный путь. На Мадейре существовало интенсивное лодочное сообщение, поддерживаемое правительственным «Амазонским обществом навигации и торговли», в том же 1894 году таможня Манауса зафиксировала официальную стоимость продукции в Боливию (как экспорта, так и импорта) в 1900 конто, то есть примерно миллион фунтов стерлингов.

#### Освоение бассейна Мадре-де-Дьос в 1895—1896 годах
Возвращение авантюриста в Икитос сделалось событием национальной важности. Правительство Перу сразу оценило важность открытия связанности речных бассейнов Пуруса и Мадре-де-Дьос, что имело огромные экономические последствия. Аналогичные выводы были сделаны Конгрессом Боливии. Сам Карлос немедленно зафрахтовал в Икитосе пароход «Эрнан», доставив в Мишагуа товаров на 200 000 солей, и вывезя оттуда 80 тонн каучука-сырца. Поездка заняла 310 часов, то есть почти 13 суток. После первых же успехов Фицкаральд с женой и детьми отправился в Ливерпуль — крупнейший центр торговли каучуком в тогдашнем мире. В Англии он активно рекламировал свои открытия и проекты и заказал паровой катер «Адольфито». На обратном пути Карлос Фермин оставил на обучение в парижском пансионе 7-летнего сына Федерико и 6-летнего Хосе, чтобы уберечь их от амазонского климата, а также нежелательной для формирования личности социальной среды. Кроме того, в Англии и Франции колонизатор заказал семена и саженцы тропических растений (в основном, из Индии) и породы скота, который был устойчив к экваториальным условиям. После возвращения в Икитос Фицкаральд запросил в военном министерстве в Лиме привилегию исключительного судоходства по Альто-Укаяли, Урубамбе, Ману и Мадре-де-Дьос, которая была ему предоставлена приказом от 30 ноября 1896 года. Ранее Карлос ещё раз ходил по рекам к своему перешейку, который с другой стороны исследовал дон Николас Суарес. Дон Николас сначала шёл на пароходе «Эсперанса», перешеек преодолел на муле, а далее на каноэ его доставили в лагерь Фицкаральда на Мишагуа, где они сели на пароход «Бермудес». В Икитос партнёры благополучно прибыли 12 ноября 1896 года. Суареса настолько впечатлило увиденное, что он добавил полмиллиона долларов к предприятию и полностью согласился с единоначалием Карлоса Фермина, а также вложился в покупку нового парохода «Ла Унион». Обратно он вернулся тем же путём, доставив личное послание Вака Диесу, которого Карлос также ожидал в Икитосе.
Используя новые возможности, Фицкаральд действовал прежними методами. На Севере Перу он навербовал почти 1300 рабочих, которых распределяли по станциям и фортам вдоль вновь открытых рек и притоков. Асьенды и форты закладывали в 20—30 милях друг от друга. Организатор следил, чтобы жилые пункты располагались в стратегических точках, обеспеченных проточной водой, дровами, пастбищами для скота, посадками съедобных растений и прочего. В общей сложности, на маршруте Фицкаральда действовало 800 пунктов заготовки каучука. Для прокладки железной дороги был нанят аргентинский инженер Мануэль Бальбастро, оценивший бюджет проекта в 4 миллиона солей, считая земляные работы, стоимость паровоза, вагонов, и их доставки на место. Также планировалось проложить к перешейку телеграфную линию. В резиденции Карлоса в Мишагуа устроили селекционный пункт, где проращивали доставленные из Индии семена пшеницы и риса, оценивая их перспективы в Южной Америке. Индийский скот успешно размножался, суля в перспективе неплохие прибыли.
Карлос Фермин Фицкаральд явно спешил. В некоторых его речах, опубликованных в прессе, высказывалась мысль, что «каучуковая лихорадка» — недолговечное и бесперспективное явление, которое закончится, «когда англичане начнут эксплуатировать культурные плантации». Отсюда делался вывод, что необходимо возглавить культурное освоение Амазонских низменностей, превратив их в зону высокоразвитого тропического сельского хозяйства. Одновременно завоеватель пришёл к выводу, что должен помочь боливийским партнёрам защитить зону их интересов в Акри от вольных бразильских добытчиков, которые нападали на работников компаний Фицкаральда, Суареса и Де Вака, сжигали эстансии, захватывали продукты и добычу и даже стремились уничтожать гевеевые рощи, игнорируя неписаный «закон джунглей». В Акри, в Пурусе и в Юруа не затихали кровавые столкновения. В этих условиях бразильские каучуковые магнаты предложили Фицкаральду возглавить сепаратистское движение за создание независимой «Республики Акри», но тот счёл, что как гражданин Перу имеет больше возможностей для расширения дела; вдобавок, он считал Акри частью Боливии, которая неизбежно отойдёт бразильцам. Кроме того, он объявил, что может поднять десятитысячную армию (считая индейские племена). По его подсчётам, он мог доставить из Европы за 48 дней канонерскую лодку (35 суток перегона через океан и Амазонку до Икитоса и ещё 13 дней через перешеек его имени). Эрнесто Рейна считал Фицкаральда «великим рыцарем колонизации», ничем не уступающим Сесилу Родсу или Жозефу Дюплексу.

#### Жизненный финал
В сезон 1897 года Фицкаральд заказал на верфи Welsch & Co. три плоскодонных колёсных парохода, а также двигатель внутреннего сгорания на спирту для установки на каноэ. С 7 апреля 1897 года, благодаря исключительному праву на навигацию, фирма Фицкаральда была избавлена от всяких таможенных пошлин, тем более что Икитос имел режим порто-франко. Его партнёр Вака Диес выписал из родной Испании 200 европейских семейств, согласившихся осесть на Мадре-де-Дьос, а фирма Фицкаральда обеспечивала их работой, а также жильём и первоначальным обзаведением. Однако в Икитосе они поняли, что совершенно не представляли местных условий и чуть не подняли бунт, не желая следовать далее. Это задерживало рейс самого Фицкаральда, который должен был вывозить сырьё со своих станций и готовить площадку для перевалочной железной дороги. В субботу, 1 мая 1897 года Фицкаральд лично общался с эмигрантами и закончил свою речь призывом к Вака Диесу бросить их на произвол судьбы за нарушение контракта. В результате на пароход «Адольфито» погрузились только четыре семьи астурийцев. На флагманском пароходе находилось 26 человек, включая агента Суареса — Фреда Хесселя, которого сопровождала жена Лиззи. Сохранилась их переписка, которая является важным источником по последующим событиям. Биограф Рафаэль Отеро Мутин обращал внимание, как в кратчайший срок поменялось её отношение к индейцам: от «странных нелюдей-животных», «лентяев, которых можно заставить работать только кнутом», к «благородным и гордым людям», охотно перетаскивавших каноэ через водопады, несмотря на опасность и тяжёлый груз. Вака Диес, по слухам, вёз с собой в сундуке 10 000 фунтов стерлингов наличными деньгами.
«Адольфито» возглавлял большой караван пирог и плотов, на которые погрузили рельсы и расходные материалы. Их тянул буксир «Боливар». Караваном командовал французский капитан Анрио, не успевший адаптироваться к местной навигации. 9 июля пароход потерпел крушение у подводной скалы Чикоса, образующей заметный водоворот на Укаяли. По свидетельству очевидцев, капитан велел поднять давление пара в котле до 14 атмосфер, не обращая внимания на извилистый фарватер. По рассказу испанского механика (единственного свидетеля), после получения пробоины команда опасалась взрыва парового котла, а Вака Диес упал за борт. Поскольку течение было бурным, Фицкаральд без колебаний бросился его спасать, и обоих затянуло в водоворот. Всё это время граммофон играл оперную арию. В крушении погибли 27 европейцев, спаслись капитан и старший механик. Поиски тел погибших возглавил агент Хессель, который отправил гонца на каноэ известить жену Фицкаральда. Тело Карлоса Фермина, сильно объеденное хищными рыбами, было обнаружено через пять дней, и захоронено в глубокой могиле на берегу.
Гибель «каучукового короля» привела к волнениям на его факториях, индейцами был убит особенно притеснявший их надсмотрщик-француз. Для принятия дел совместной фирмы в конце мая 1898 года в Икитос прибыл дон Николас Суарес, который убедил Аврору Фицкаральд не мешать ему заниматься делами фирмы. Он переписал на себя все активы, включая три парохода, прибывшие из Европы уже после смерти Карлоса. По соглашению с тестем Кардозу, фирма Фицкаральда была ликвидирована, навсегда прекратились и работы на перешейке. Попытку спасти хоть что-то предприняли братья и сестра Лоренсо, Фернандо и Эдельмира Фицкаральды, узнав новости из национальной прессы. Из-за судебных споров о наследстве, тело Фицкаральда лишь в 1899 году упокоилось на кладбище Икитоса, где его тесть поставил мраморный памятник с датой кончины и эпитафией.

## Наследие и память
Вдова — Аврора Фицкаральд — и его 15-летняя сестра Эдельмира, прожив малое время в Икитосе, переехали затем в Сан-Луис. Из Перу Аврора перебралась в Париж, чтобы наблюдать за воспитанием своих сыновей, а на остаток наследства открыла отель, в котором останавливались перуанские «каучуковые бароны». Брат Карлоса Фицкаральда — Дельфин — попытался продолжить дело, и даже открыл богатые гевеевые леса в верховьях Пуруса, но на обратном пути был убит индейцами амауака, после чего на земли Фицкаральдов стал претендовать бывший бригадир «каучукового барона» Карл Шарфф, который, хотя и отдавал некоторую долю дохода вдове, реализовывал добытый каучук в Бразилии, не довозя его до Икитоса. Другой брат — Лоренсо Фицкаральд — тоже пытался вернуть владения Карлоса, работал в фирме Суареса и был убит в стычке с бандитами в 1905 году. Сестра Эдельмира в 1942 году ещё была жива и обитала в Сан-Луисе. Старшие сыновья Фицкаральда — Федерико и Хосе, — в начале 1910-х годов вернулись в Амазонию, чтобы продолжать дело своего отца. В прессе того времени их путали с братьями покойного Карлоса, и никогда не называли по имени. В 1915 году владения Фицкаральдов чуть не были утрачены в результате всеобщего восстания индейских племён против белых колонизаторов. Вожди племён ашанинки, поставлявшие рабочую силу, захватили оружие, имевшееся в резиденции Casa Fitzcarrald. Несмотря на сообщения в прессе, что Федерико и Хосе были убиты вместе с семьями, Фицкаральды выжили, смогли набрать охранно-карательный отряд (численностью до 82 человек), и их гевеевые участки были одними из немногих, которые уцелели и даже продолжали функционировать, несмотря на общий упадок каучуковых плантаций. Они же сохранили статус крупнейших рабовладельцев региона. Судя по опросам местного населения, проводимым миссионерами и этнографами в Амазонии после 1940-х годов, память о Фицкаральде у индейцев к тому времени уже отсутствовала. Его территории в конце концов отошли Карлу Шарффу, прославленному небывалыми жестокостями в отношении индейских племён.
Законом Республики Перу № 24903, обнародованным 20 октября 1988 года, ранее существовавшая провинция Сан-Луис региона Анкаш была переименована в Карлос-Фермин-Фицкарральд. По сведениям биографа Рафаэля Отеро Мутина, к 2015 году захоронение Фицкаральда в Икитосе было заброшено и позабыто.
В Перу на испанском языке были выпущены две биографии Карлоса Фермина Фицкаральда Лопеса. В 1942 году вышла апологетическая книга Эрнесто Рейны, который подчёркивал заслуги Фицкаральда как землепроходца, освоившего огромные пространства ранее неиспользуемых земель. В то же время автор не удержался от многочисленных преувеличений, утверждая, что все родственники Фицкаральда пали от рук индейцев. Он также привёл легенду, что якобы в 1940 году перуанские лётчики, совершая разведку с воздуха в данном регионе, обнаружили потомков фицкаральдовских колонистов, проживших жизнью «амазонских робинзонов» в отрыве от цивилизации в течение четверти века. В 2015 году экономист и советник правительства Перу Рафаэль Отеро Мутин попытался представить современную биографию амазонского колонизатора. Рецензент — Мануэль Корнехо Чапарро — подчёркивал, что существующий в общественном сознании образ Фицкаральда столь же «далёкий и размытый, как единственная известная его фотография». Как и книга Рейны, биография Отеро Мутина была написана для широкой публики, с линейным повествованием по годам жизни Фицкаральда и с беллетризированными диалогами, которые могли вестись между героем и его деловыми партнёрами. М. Корнехо Чапарро счёл, что автору удалось представить Фицкаральда человеком своего времени, который «смотрел свысока на туземцев и превратил свою жизнь в вечное покорение джунглей. Хотя мы знаем, что это завоевание, как и многие другие, было бесполезным».

## «Фицкарральдо» Вернера Херцога

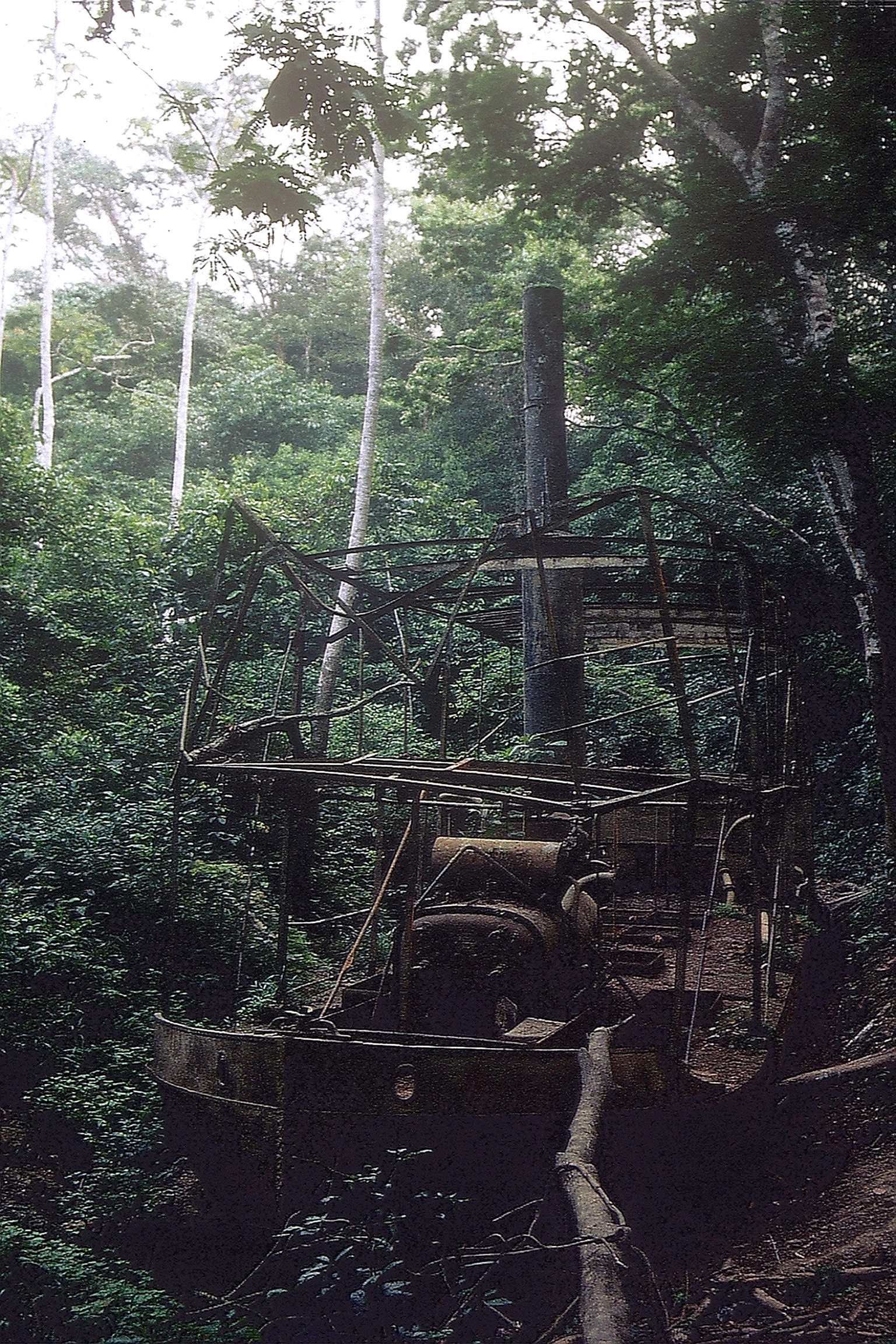
Остов парохода, использованного в съёмках фильма «Фицкарральдо»

Карлос Фицкаральд, практически не известный за пределами Перу, прославился в мире благодаря одному из самых отмеченных критиками фильмов Вернера Херцога «Фицкарральдо», вышедшему в прокат в 1982 году (съёмки начались в Икитосе тремя годами ранее). По словам исследователя Леопольдо Бернукки, ключевые образы мифа о Фицкаральде, положенного в основу фильма Вернера Херцога, сложились ещё в начале XX века. Для «каучеро» (это название распространялось как на «баронов»-колонизаторов, так и рядовых сборщиков резины) было характерно культивирование почти болезненного контраста между «диким» и враждебным природным окружением и показной утончённостью быта. Последнее выражалось в «гиперкорректности» этикета и манер, доставке свежих газет из Лимы и Манауса и проигрывании оперных арий на граммофоне, даже предпочтении привозного бутылочного пива доступной местной чиче. Весь символический ряд выстроен и в фильме, исполняя функцию маски, за которой «прячется монстр». Точно подмечен и мотив мгновенного перехода от джентльменства к звериному состоянию. Как отмечала критик Лори Рут Джонсон, недоумение критиков вызвало именно представление колониального завоевания через тотальную эстетизацию и вовлечение всего пространства в область искусства, своего рода «вагнеровскую» сверхзадачу. Герой Херцога в исполнении Клауса Кински тоже вторгается в джунгли с граммофоном наперевес, что символически является его оружием, более того, одушевляет бессмысленную и враждебную природу, ибо только искусство способно придать ей смысл.
Режиссёр не скрывал, что, хотя и отталкивался от реального Фицкаральда, но мало интересовался его действительной исторической судьбой. Главный герой фильма заинтересован не в каучуке, а одержим идеей открытия оперы в Икитосе. Он даже пытается поставить себя на место Бога, взобравшись на колокольню городского собора, и заявив, что закрывает церковь, пока оперный дом не откроет свои двери. Херцог поставил фокусом киноповествования пересечение перешейка, разделяющего два речных бассейна, придав деянию эпический размах. Режиссёр на самом деле перетащил по суше (и заснял на плёнку этот процесс) пароход, который Карлос Фермин Фицкаральд перемещал по частям. В фильме роль перешейка Фицкаральда «исполнил» участок суши шириной около одной мили, разделяющий реки Укаяли и Пачитея. Равным образом, экранный Фицкарральдо не пытается вступить в контакт с индейцами или изучать их язык.
Латиноамериканские критики XXI века отмечали, что реальный Фицкаральд оказался «в тени» героя Херцога, хотя именно фильм способствовал героизации Карлоса Фермина в его родном Перу, невзирая на все попытки деконструкции колониальной деятельности.

## Комментарии
1. ↑  Антрополог Питер Гау (Университет Сент-Эндрюс) отмечал, что хотя Фицкаральд получил славу великого первопроходца, в действительности и он сам, и другие колонизаторы Амазонии использовали складывавшиеся веками транспортные и торговые системы индейских племён, которые встраивались в систему глобальной торговли каучуком XIX века[7]. Последующие разделы территорий между Перу и Бразилией основывались не на сознательной колонизаторской деятельности национальных южноамериканских государств, а на вовлечении традиционных индейских сообществ в работу с теми или иными торговыми партнёрами[8].
2. ↑  Да Кунья был в 1905 году назначен бразильским главой «Совместной перуано-бразильской комиссии по исследованию Верхнего Пуруса»; перуанскую делегацию возглавлял морской офицер Педро Буэнаньо[10].
3. ↑  По версии Рафаэля Отеро Мутина, Фицкаральд вообще никогда не покидал пределов Перу, за исключением его работ с боливийцами на Мадре-де-Дьос[21].
4. ↑  Окончательная ликвидация предприятия Фицкаральда и Вака Диеса последовала лишь к 1900 году[32]. Лиззи Хессель в переписке откровенно заявляла, что гибель партнёров стала для Суареса «удобной случайностью»[33].
5. ↑  Несмотря на имя и фамилию, и что его в прессе того времени именовали немцем, Карл Шарфф, предположительно, родился в Бразилии, и прожил в этой стране всю жизнь[38].